# (4389) Durbin
(4389) Durbin ist ein Hauptgürtelasteroid, der am 1. April 1976 von Nikolai Stepanowitsch Tschernych vom Krim-Observatorium aus entdeckt wurde.
Der Asteroid wurde nach der US-amerikanischen Schauspielerin Deanna Durbin (1921–2013) benannt.